# Ajuntament de Cubelles
L'Ajuntament és un edifici de Cubelles (Garraf) inclosa a l'Inventari del Patrimoni Arquitectònic de Catalunya.

## Descripció
Es tracta d'un edifici cantoner compost per una planta baixa, pis principal i galeria porxada superior. A la planta baixa es diferencia de les dues superiors per tenir al basament una franja de pedra mentre que a les altres dues la paret està arrebossada. Les finestres son en arc de mig punt. Aquest mateix tipus de finestra es troben en la galeria porxada del segon pis, mentre que al primer hi ha finestres amb llinda i brancals de pedra picada. A la façana principal són amb balcons de ferro forjat i a la façana lateral sense.